# Croixdalle
Croixdalle település Franciaországban, Seine-Maritime megyében. Lakosainak száma 337 fő (2022. január 1.). Croixdalle Bailleul-Neuville, Baillolet, Bures-en-Bray, Fréauville, Londinières, Mesnières-en-Bray, Osmoy-Saint-Valery és Sainte-Agathe-d’Aliermont községekkel határos.

## Népesség
A település népességének változása:
| Lakosok száma | 239  | 279  | 300  | 307  | 313  | 318  | 319  | 328  | 337  |
|               | 2013 | 2015 | 2016 | 2017 | 2018 | 2019 | 2020 | 2021 | 2022 |